# Ferrara
Ferrara (/fəˈrɑːrə/; tiếng Ý: [ferˈraːra] ⓘ; tiếng Emilia: Fràra, IPA: [ˈfraːra]) là một thành phố và đô thị thuộc vùng Émilie-Romagne, miền Bắc Ý và là thủ phủ của tỉnh Ferrara. Tính đến hết năm 2016, thành phố có dân số là 132.009 người. Nó nằm về phía đông bắc của Bologna khoảng 44 kilômét (27 dặm), bên bờ sông Po di Volano, một nhánh của sông Po. Thành phố có những con đường rộng và có nhiều công trình kiến trúc thời Phục hưng khi nó nằm dưới quyền kiểm soát của nhà Este. Nhờ vẻ đẹp và tầm quan trọng về văn hóa mà thành phố này được UNESCO công nhận là Di sản thế giới từ năm 1995.

## Lịch sử
Khu định cư đầu tiên được ghi nhận tại tỉnh Ferrara là vào thế kỷ thứ 6 TCN. Những tàn tích của thị trấn Spina của nền văn minh Etrusca được thiết lập dọc theo đầm phá cổ của sông Po và sau đó đã biến mất cho đến khi các công trình thoát nước ở vùng đầm phá Valli di Comacchio được xây dựng năm 1922 đã tiết lộ một nghĩa địa khổng lồ với 4.000 ngôi mộ, bằng chứng về một trung tâm dân cư lớn.
Có sự không chắc chắn giữa các học giả về nguồn gốc của khu định cư thời La Mã cổ đại nằm tại vị trí của thành phố ngày nay (Tacitus và Boccaccio đề cập đến một địa điểm công cộng là Alieni), vì nó ít được nhắc đến trong giai đoạn này, nhưng một số bằng chứng khảo cổ học cho thấy giả thuyết về Ferrara có thể được bắt nguồn từ hai khu định cư nhỏ của Byzantine. Đó là một khu vực xung quanh Nhà thờ Thánh George ở bờ phải của sông Po, và một quần thể lâu đài kiên cố được xây dựng trên bờ trái của chống lại các cuộc tấn công của người Lombard.
Ferrara xuất hiện đầu tiên trong một tài liệu của vua Lombard Desiderius vào năm 753 khi ông chiếm được thị trấn từ tổng trấn thủ Ravenna. Sau đó người Frank sau khi định tuyến với người Lombard đã dâng thị trấn cho Giáo hoàng vào năm 754 hoặc 756. Năm 988, thị trấn được giáo hoàng nhượng lại cho Nhà Canossa nhưng khi Matilda của Tuscany qua đời vào năm 1115, thị trấn trở thành một đô thị tự do. Trong thế kỷ thứ 12, lịch sử nơi này đánh dấu bằng một cuộc đấu vật giành quyền lực giữa Guelph Adelardi và Ghibelline Salinguerra. Tuy nhiên vào thời điểm này, nhà Este hùng mạnh với quyền lực của mình, họ đứng đằng sau Salinguerra và gặt hái được những lợi ích. Năm 1264, Obizzo II của Este được tuyên bố là người cai trị trọn đời Ferrara, Modena năm 1288 và Reggio năm 1289. Sự cai trị của ông đánh dấu sự kết thúc của thời kỳ công xã ở Ferrara và sự khởi đầu thời kỳ cai trị của gia tộc Este kéo dài cho đến năm 1598.

## Đô thị
Đô thị này có làng trực thuộc: Aguscello, Albarea, Baura, Boara, Borgo Scoline, Bova, Casaglia, Cassana, Castel Trivellino, Chiesuol del Fosso, Cocomaro di Cona, Cocomaro di Focomorto, Codrea, Cona, Contrapò, Corlo, Correggio, Denore, Focomorto, Francolino, Gaibana, Gaibanella Sant'Egidio, Malborghetto di Boara, Malborghetto di Correggio, Marrara, Mezzavia, Monestirolo, Montalbano, Parasacco, Pescara, Pontegradella, Pontelagoscuro, Ponte Travagli, Porotto, Porporana, Quartesana, Ravalle, Sabbioni, San Bartolomeo in Bosco, San Martino, Spinazzino, Torre della Fossa, Uccellino, Viconovo, Villanova.
Đô thị này có làng giáp các đô thị sau: Argenta, Baricella (BO), Bondeno, Canaro (RO), Copparo, Ficarolo (RO), Formignana, Gaiba (RO), Masi Torello, Occhiobello (RO), Ostellato, Poggio Renatico, Ro, Stienta (RO), Tresigallo, Vigarano Mainarda, Voghiera.